# تناوب المحاصيل لمدة ثلاث سنوات

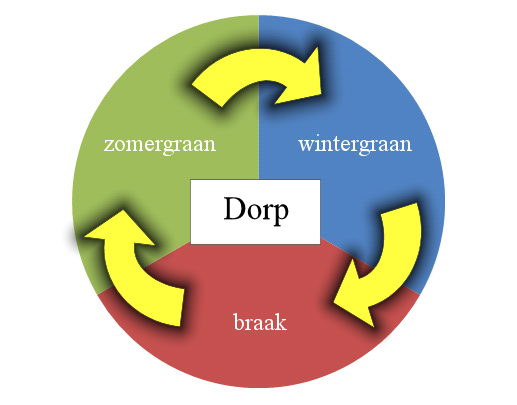

تناوب المحاصيل لمدة ثلاث سنوات  أو نظام الحقل الثلاثي، هو نظام تناوب المحاصيل المستخدمة في أوروبا في عصور وسطى و أوائل العصر الحديث. تناوب المحاصيل هو ممارسة تزايد سلسلة من أنواع مختلفة من المحاصيل في نفس المنطقة في مواسم متتابعة. و بموجب هذا النظام، تم تقسيم الأراضي الصالحة للزراعة من عقار أو القرية إلى ثلاثة حقول كبيرة، زرعت اولى في الخريف مع القمح الشتوي أو الشعير. و زرع في الحقل الثاني محاصيل أخرى مثل البازلاء والعدس و الفاصوليا. و حقل الثالث بقيت بور، من أجل السماح لتربة من استعادة العناصر الغذائية لها.
وتستنزف محاصيل الحبوب تربة النيتروجين ولكن البقول يمكن أن تصلح النيتروجين وبالتالي تقوم بتخصيب التربة.
وسرعان ما تنمو الأعشاب الضارة في الحقول البور بشكل ضخم ويتم استخدامها لرعي حيوانات المزرعة. تساعد فضلات الحيوانات التي تم رعيها في تلك الحقول في زيادة تخصيبها واكسابها للمواد الغذائية.
كان تحديد المحاصيل يتناوب كل عام، ولذلك تم زراعة كل قطعه أرض لمدة سنتين من كل ثلاث سنوات.
وفي السابق كان هناك «نظام حقل ثنائي» وترك نصف الأرض بوراً. ومع زيادة المحاصيل المتاحة للبيع والزراعة التي تهيمن على الاقتصاد في ذلك الوقت، حقق نظام الحقل الثلاثي فائضاً كبيراً وزاد من الازدهار الاقتصادي.
يحتاج نظام الحقل الثلاثي لكثير من حرث الأراضي وتزامنت مقدمتها مع الخيار الأول لحراث الأراضي.
وهذه التطورات الموازية كملت بعضها بعضاً وزاد الإنتاج الزراعي. ويحتاج المحصول المنبسط مطر صيفي لينجح ولذلك كان نظام الحقل الثلاثي أقل نجاحاً حول البحر الأبيض المتوسط. ويتم زراعة الشوفان الذي يستخدم لإطعام الخيول في فصل الربيع الشيء الذي أدى إلى استبدال الثيران بالخيول مصاحبة بتبني أغراض الخيول كاللجام والأطواق وحلقات الأرجل (الحدوة) لاستخدام الخيول في كثير من المهام الزراعية، مع زيادة مصاحبة في الإنتاج الزراعي والتغذية المتاحة للسكان.
كان يوهان فريدريش ماير، أحد أوائل الألمان الذين استجوبوا هذا النظام، وطرق جديدة للتوسع خارج نظام القرون الوسطى هذا، في أعماله لعام 1769 ،عقيدة الغجر كروث جيد متفوق على جميع النباتات الأرضية في الحقول والمروج والقفز والكروم.